# یوگنی پریماکوف
یوگنی ماکسیموویچ پریماکوف(روسی: Евге́ний Макси́мович Примако́в؛ زادهٔ ۲۹ اکتبر ۱۹۲۹ – درگذشتهٔ ۲۶ ژوئن ۲۰۱۵) سیاستمدار و دیپلمات روس بود. وی از سال ۱۹۹۸ تا ۱۹۹۹ نخست‌وزیر روسیه بود. پریماکوف در طول دورهٔ طولانی فعالیت خود، وزیر امور خارجه روسیه، رئیس مجلس شورای اتحاد شوروی و رئیس سرویس اطلاعاتی بوده‌است. او همچنین یک آکادمیسین و عضو آکادمی علوم روسیه بود.
وی همچنین برنده جوایزی همچون جایزه دولتی اتحاد شوروی شده‌است.

## زندگی‌نامه
یوگنی ماکسیموویچ پریماکوف در کی‌یف به دنیا آمد ولی پس از مدت کوتاهی به همراه خانواده به تفلیس رفت و در آن شهر بزرگ شد. انستیتو خاورشناسی روسیه را برای تحصیل انتخاب کرد و در سال ۱۹۵۳ با عنوان تخصصی کشورشناس ممالک عربی فارغ‌التحصیل شد. برای ادامه تحصیل به دانشگاه مسکو رفت و در رشته اقتصاد دوره کارشناسی ارشد را آغاز کرد. در سال ۱۹۵۶ به عنوان خبرنگار در کمیته دولتی رادیو و تلویزیون مشغول به کار شد. پس از آن در روزنامه پراودا مشغول کار شد. در چهل سالگی و پس از اخذ درجه دکتری به سمت معاونت رئیس انستیتوی اقتصاد جهانی و روابط بین‌الملل برگزیده شد. او با پذیرش ریاست یکی از دو مجلس شوروی در سال ۱۹۸۹ وارد عرصه سیاست شد. پریماکوف از سال ۱۹۹۰ تا ۱۹۹۱ عضو دفتر سیاسی حزب کمونیست روسیه به رهبری گورباچف بود. یوگنی در سال ۱۹۹۱ به معاونت سازمان کاگ‌ب رسید و پس از تشکیل فدراسیون روسیه به عنوان وزیر اطلاعات منصوب شد و تا سال ۱۹۹۶ در این مقام به فعالیت اشتغال داشت. وی در سال ۱۹۹۶ وزیر خارجه شد. پریماکوف به داشتن روابط حسنه و دوستی با صدام حسین معروف بود و حتی موقع حمله آمریکا به عراق به صدام حسین پیشنهاد پناهندگی در روسیه را داد اما صدام حسین نپذیرفت و ترجیح داد در مملکت خودش مانند هزاران انسانی که کشته بود بمیرد تا اینکه آیندگان بگویند که از ترس جانش و برای چند صباح بیشتر زیستن به بیگانگان پناهنده شد.

## درگذشت
یوگنی پریماکوف در تاریخ ۲۶ ژوئن ۲۰۱۵ پس از یک دوره طولانی بیماری در مسکو درگذشت.